# 6886 Ґроут
6886 Ґроут (6886 Grote) — астероїд головного поясу, відкритий 11 лютого 1942 року.
Тіссеранів параметр щодо Юпітера — 3,397.